# Yōsuke Hatakeyama
Yōsuke Hatakeyama (畠山陽輔, Hatakeyama Yōsuke), né le 28 juillet 1980 à Ōdate est un coureur du combiné nordique japonais.

## Biographie
Il débute au niveau international en 2002 dans la Coupe du monde B. En 2004, il remporte le classement général de cette compétition.
En 2006, il prend part à ses seuls Jeux olympiques à Turin.
Il se retire en 2008.

## Palmarès

### Jeux olympiques d'hiver
| Épreuve / Édition | Épreuve / Édition | Turin 2006 |
| Sprint            | Sprint            | 22e        |
| Gundersen         | Gundersen         | 32e        |
| Par équipes       | Par équipes       | 6e         |

### Championnats du monde
Il a participé aux Mondiaux 2005 à Oberstdorf, se classant neuvième par équipes, vingt-troisième du Gundersen et trente-quatrième du sprint.

### Coupe du monde
- Meilleur classement général : 37e en 2006.
- Meilleur résultat individuel : 13e.

### Coupe du monde B
- Vainqueur de l'édition 2004.
- 5 podiums dont 1 victoire lors d'épreuves.